# Wola Krzysztoporska
Wola Krzysztoporska is een dorp in het Poolse woiwodschap Łódź, in het district Piotrkowski. De plaats maakt deel uit van de gemeente Wola Krzysztoporska en telt 2100 inwoners.